# Ottendorf (Bahretal)
Ottendorf ist ein Ortsteil von Bahretal im Landkreis Sächsische Schweiz-Osterzgebirge.

## Geographie

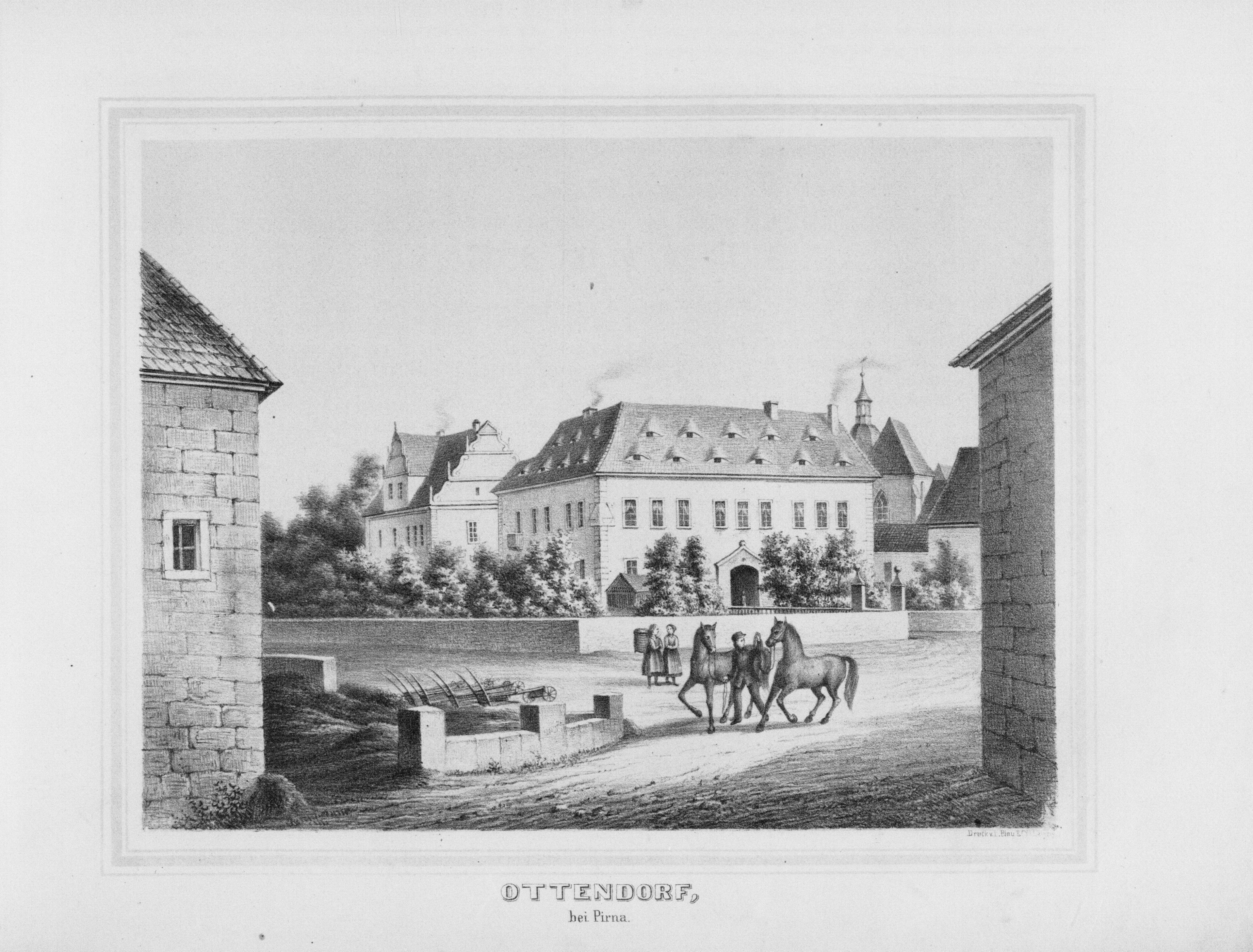
Rittergut Ottendorf bei Pirna (19. Jh.)

Ottendorf liegt südöstlich der sächsischen Landeshauptstadt Dresden im Nordosten der Gemeinde Bahretal, die sich wiederum im Zentrum des Landkreises Sächsische Schweiz-Osterzgebirge befindet. Das Waldhufendorf liegt auf der Nordabdachung des östlichen Erzgebirges im Elbtalschiefergebiet. Die Ortslage befindet sich am Ottendorfer Bach in einer orografisch rechten Seitenmulde des Tals der Bahre, die oberhalb des Ortes im Rückhaltebecken Friedrichswalde-Ottendorf angestaut ist. Das Ortsbild prägen neben der Ottendorfer Kirche und dem benachbarten Schloss zahlreiche relativ schlichte Zweiseithöfe.
Randbereiche der Gemarkung, insbesondere die Hänge am engen Tal der Bahre und am Dohmaer Bach nördlich der Ortslage sowie beim Ottendorfer Bach und im Cottaer Busch südlich von Ottendorf, sind bewaldet. Ein großer Teil der 466 Hektar umfassenden Flur dient landwirtschaftlichen Zwecken.
Mit dem westlich benachbarten Bahretaler Ortsteil Friedrichswalde ist Ottendorf zu einem nur durch die Bahre getrennten Doppeldorf zusammengewachsen, das von 1970 bis 1994 die Gemeinde Friedrichswalde-Ottendorf bildete. Mit Gersdorf grenzt im Süden ein weiterer Bahretaler Ortsteil an. Nördlich benachbart ist Dohma, östlich die Fluren Großcotta und Dürrhof des Dohmaer Ortsteils Cotta.
Die wichtigste Straße auf Ottendorfer Flur ist die Staatsstraße 170n. Sie umgeht von Cotta aus die Ortsteile Ottendorf und Friedrichswalde nördlich, überquert auf einer 325 m langen und bis zu 28 m hohen Brücke das Bahretal und stellt die Verbindung mit dem westlich gelegenen Ortsteil Nentmannsdorf und über die dortige Anschlussstelle Bahretal mit der Bundesautobahn 17 her. Von der Staatsstraße zweigt in Ottendorf die Kreisstraße 8732 ab, die die Dorfkerne von Friedrichswalde und Ottendorf erschließt. Über die im Bahretal verlaufende Kreisstraße 8757 ist Ottendorf in südlicher Richtung an Borna und Gersdorf sowie nach Norden an den Pirnaer Stadtteil Zuschendorf angebunden. Ottendorf ist an das Busnetz des Regionalverkehrs Sächsische Schweiz-Osterzgebirge (RVSOE) angeschlossen.

## Geschichte

Schloss Ottendorf

Schloss Ottendorf wurde erstmals 1294 als Grenzfeste erwähnt. Als Besitzer wurden seit 1400 die Familien von Sullwitz, Karas und von Torgaw erwähnt. 1489 befand es sich im Besitz des Hans von Bärenstein. Ab 1582 folgten mehrere Besitzerwechsel, bis das Gut um 1681 an die Familie von Carlowitz kam, in deren Besitz es bis zur Enteignung 1945 blieb. Die frühere Wasserburg wurde nach 1500 zu einem Renaissanceschloss ausgebaut, zunächst einer Drei-, ab dem 17. Jahrhundert einer Vierflügelanlage. Das Dach hat noch Zwerchhäuser mit dreigeteilten Volutengiebeln; im Inneren wurden Wandmalereien und Reste bemalter Holzdecken freigelegt. Der Wassergraben wurde nach 1945 zugeschüttet. Das Schloss wird vom Förderverein Schloss Ottendorf betreut, ist jedoch stark sanierungsbedürftig und als Baudenkmal in seiner Substanz gefährdet.

## Persönlichkeiten
- Martin Heydrich (1889–1969), deutscher Ethnologe und Hochschullehrer